# Monterey (Virginia)
Monterey település az Amerikai Egyesült Államok Virginia államában, Highland megyében, melynek megyeszékhelye is. Lakosainak száma 165 fő (2020. április 1.).

## Népesség
A település népességének változása:

| 2010 | 147 |
| 2020 | 165 |